# Sandra Biedron
Pour les articles homonymes, voir Biedron.
Sandra Gail Biedron (née en 1973) est une physicienne américaine qui est professeure en génie électrique et informatique à l'Université du Nouveau-Mexique. Ses recherches portent sur le développement de systèmes laser. Elle a été élue membre de la Société américaine de physique en 2013.

## Enfance et éducation
Biedron a grandi à Palos Park, dans l'Illinois. Son père, Eric Biedron, était un data scientist et ingénieur qui calculait les trajectoires de rentrée pour les missions de la navette spatiale. Sa mère, Gail Biedron, a encouragé son intérêt précoce pour la chimie, la biologie et l'antiquité. Elle a vécu sur une propriété de 7 acres et a passé son enfance à faire des courses de chevaux. Elle a fréquenté le lycée Carl Sandburg (en). 
Biedron a commencé sa carrière universitaire dans un collège communautaire : elle était étudiante au Moraine Valley Community College (en), où elle a terminé ses cours en 1992 avant de déménager au Trinity Christian College (en) de Palos Heights, Illinois où elle s'est spécialisée en chimie et en biologie. Biedron a déménagé en Suède pour ses études supérieures, où elle a rejoint l'Université de Lund. Elle obtient son doctorat avec une thèse intitulée « Toward creating a coherent next-generation light source : with special emphasis on nonlinear harmonic generation in single-pass, high-gain free-electron lasers » (2001).

## Recherche et carrière
En 1993, Biedron rejoint le Laboratoire national d'Argonne. Ses recherches portent sur le développement de sources lumineuses cohérentes.  Biedron a finalement été nommé directrice de l'Argonne Accelerator Institute. À Argonne, Biedron a contribué au développement du laser à électrons libres à émission spontanée auto-amplifiée (en) dans les longueurs d'onde visibles ainsi que la Advanced Photon Source ,. Elle a supervisé des expériences sur des lasers à électrons libres à génération d'harmoniques à haut gain. Elle a travaillé sur le laser à électrons libres de l'Office of Naval Research et sur le laser à électrons libres FERMI@ ELETTRA (en),. 
Biedron a déménagé à l'Université d'État du Colorado en 2011. En 2017, Biedron a déménagé à l'Université du Nouveau-Mexique, où elle a participé à l'élargissement de la portée des technologies d'électromagnétisme appliqué et d'accélérateur.
Pendant la pandémie de Covid-19, la Advanced Photon Source développée par Biedron et ses collègues a été utilisée pour analyser et générer un modèle détaillé du virus SARS-CoV-2

## Récompenses et honneurs
- 2008 SPIE Women in Optics Planner [8]
- 2010 Lettre de recommandation du chef de la recherche navale (en)[7]
- 2012 Elue Fellow de ka SPIE [5],[10]
- 2013 Prix George T. Abell de la faculté exceptionnelle à mi-carrière de l'Colorado State University [3]
- 2013 Elue Fellow de la Société américaine de physique [11]
- 2015 Intronisée au Legacy Hall du District 230 [9]
- Prix 2018 de la science et de la technologie des accélérateurs de particules de l'Institut des ingénieurs électriciens et électroniciens
- Temple de la renommée des anciens élèves du Moraine Valley Community College 2020 [12]

## Publications (sélection)
- (en) L.-H. Yu, M. Babzien, I. Ben-Zvi, L. F. DiMauro, A. Doyuran, W. Graves, E. Johnson, S. Krinsky, R. Malone, I. Pogorelsky, J. Skaritka, G. Rakowsky, L. Solomon, X. J. Wang, M. Woodle, V. Yakimenko, S. G. Biedron, J. N. Galayda, E. Gluskin, J. Jagger, V. Sajaev et I. Vasserman, « High-gain harmonic-generation free-electron laser », Science, Amérique septentrionale, AAAS, vol. 289, no 5481,‎ 1er août 2000, p. 932-935 (ISSN 0036-8075 et 1095-9203, OCLC 1644869, PMID 10937992, DOI 10.1126/SCIENCE.289.5481.932).
- (en) Milton SV, Gluskin E, Arnold ND, Benson C, Berg W, Biedron SG, Borland M, Chae YC, Dejus RJ, Den Hartog PK, Deriy B, Erdmann M, Eidelman YI, Hahne MW, Huang Z, Kim KJ, Lewellen JW, Yuelin Li, Lumpkin AH, Makarov O, Moog ER, Nassiri A, Sajaev V, Soliday R, Tieman BJ, Trakhtenberg EM, Travish G, Vasserman IB, Vinokurov NA, Wang XJ, Wiemerslage G et Yang BX, « Exponential gain and saturation of a self-amplified spontaneous emission free-electron laser », Science, Amérique septentrionale, AAAS, vol. 292, no 5524,‎ 17 mai 2001, p. 2037-2041 (ISSN 0036-8075 et 1095-9203, OCLC 1644869, PMID 11358995, DOI 10.1126/SCIENCE.1059955).
- Giannessi, « FERMI: the first externally seeded Free Electron Laser in the extreme ultraviolet and soft X-ray spectral regions », High-Brightness Sources and Light-driven Interactions, Washington, D.C., OSA,‎ 2018 (ISBN 978-1-943580-40-8, DOI 10.1364/euvxray.2018.em4b.1, lire en ligne)

## Vie privée
Biedron est mariée à Stephen Milton, avec qui elle a un fils. Elle s'intéresse à l'architecture et est propriétaire depuis 2014 de la maison Ingersoll-Blackwelder au 10910 South Prospect (en) à Chicago ,. Biedron a supervisé la restauration de la propriété. Elle appartenait autrefois à une activité communautaire qui a été la première femme à voter dans le comté de Cook, dans l'Illinois. A côté de sa maison historique, Biedron possède deux voitures de sport anciennes et un avion Diamond DA40 Diamond Star . Elle est impliquée dans la conservation des malles à vapeur et des draps monogrammés qui ont été utilisés par Enrico Fermi lorsqu'il s'est échappé de l'Allemagne nazie .